# Stoke City Football Club
Lo Stoke City Football Club, meglio noto come Stoke City, è una società calcistica inglese con sede a Stoke-on-Trent, città dello Staffordshire. Milita attualmente nella Championship, la seconda divisione inglese.
Si tratta della seconda squadra di calcio professionistico più vecchia d'Inghilterra e del mondo, fondata con il nome di Stoke Ramblers nel 1863, un anno dopo il Notts County, per poi assumere la denominazione Stoke Football Club nel 1878 e Stoke City Football Club nel 1925. I colori sociali della squadra sono il bianco e il rosso in strisce verticali; i giocatori e sostenitori del club sono conosciuti con il soprannome di The Potters ("i vasai"). Lo Stoke fu tra i dodici membri fondatori della English Football League nel 1888.
L'unico trofeo conquistato è stata la League Cup del 1971-1972 (in quello stesso anno il club giunse anche per la seconda volta consecutiva in semifinale di FA Cup, dopo la semifinale del 1899), dopo la finale persa nel 1962-1963. Il miglior piazzamento in massima divisione è il secondo posto, ottenuto nel 1935-1936 e nel 1946-1947. I Potters hanno nuovamente raggiunto la finale di FA Cup nel 2010-2011, da cui sono usciti sconfitti. A livello internazionale hanno partecipato per tre volte alla Coppa UEFA/UEFA Europa League, l'ultima delle quali nel 2011-2012. Hanno vinto il Football League Trophy nel 1992 e nel 2000.
La squadra disputa le gare casalinghe allo Stadio Bet365, impianto da 30 089 posti inaugurato nel 1997. In precedenza era di scena al Victoria Ground, sede degli incontri della squadra dal 1878.
Le avversarie dello Stoke con sede nelle Midlands sono il West Bromwich e il Wolverhampton, mentre la rivale più vicina è il Port Vale. Il giocatore più famoso che abbia vestito la maglia dello Stoke è probabilmente l'ala Stanley Matthews (dal 1932 al 1947 e poi ancora dal 1961 al 1965), anche se difesero la porta dello Stoke due grandi portieri inglesi, Gordon Banks e Peter Shilton.

## Storia

### Le origini e il sodalizio con Matthews
Lo Stoke Ramblers fu fondato nel 1863 da allievi della Charterhouse School durante i loro lavori per la creazione di una ferrovia a Stoke-on-Trent. A fondare il club fu Henry Almond, che sarà anche il capitano nonché il marcatore del primo gol della storia del club. Gli Stoke Ramblers si spostarono, con la crescita del numero degli spettatori, dal Victoria Cricket Ground al più capiente Sweetings Field, e infine, nel 1878, all'Athletic Club Ground, successivamente noto come Victoria Ground, che rimarrà il suo stadio casalingo per i successivi 119 anni. Nello stesso anno, la squadra si unì con lo Stoke Victoria Cricket Club, diventando così ufficialmente conosciuta come Stoke Football Club. Lo Stoke City fu uno dei dodici club fondatori della Football League, esistente dal 1888, diventando così il secondo club più vecchio di questa associazione. Nel 1928 il nome della squadra fu nuovamente e definitivamente cambiato in Stoke City Football Club, periodo in cui a Stoke-on-Trent venne conferito lo status di città.
Gli anni trenta vedono l'affermazione di uno dei più grandi talenti che abbia mai vestito la casacca dello Stoke City, si tratta di Stanley Matthews, un'autentica leggenda per il club. Esordisce a 17 anni, e contribuisce a garantire la promozione dalla Second Division al club nel 1933, segnando il suo primo gol in carriera nella vittoria contro i rivali locali del Port Vale per 3-1. La crescita del club continua in modo esponenziale, tant'è che dal 1934, lo Stoke City viene considerato come una delle migliori squadre inglesi. È in questi anni, ed esattamente nel febbraio 1937, che matura la vittoria dal più largo parziale della storia del club, quella per 10-3 contro il West Bromwich Albion. Dopo la fine della seconda guerra mondiale, quando l'attività calcistica tornò a pieno regime, venne scritto un tragico capitolo nella storia nel club, il giorno in cui 33 tifosi morirono e 520 furono feriti durante il match giocato al Burnden Park contro il Bolton Wanderers.
Nella stagione 1946–1947 lo Stoke City sfiorò il primo titolo della sua storia, giungendo secondo nel campionato alle spalle del Liverpool, dopo la sconfitta nell'ultima giornata contro lo Sheffield United per 2-1. A tre giornate dalla fine, nella stessa stagione, lo Stoke City perse il proprio uomo-simbolo Matthews, che si trasferì al Blackpool. Nella stagione 1952–1953, lo Stoke City retrocede in Second Division, e nella stessa stagione, Bob McGrory rassegna le proprie dimissioni, dopo aver ricoperto l'incarico per 17 anni.

### L'era Waddington e le retrocessioni
Dopo i 7 anni di Frank Taylor, durante i quali l'ex difensore dello Stoke City è stato incapace di raggiungere l'obiettivo della promozione, il nuovo manager diventa Tony Waddington nel 1960. È suo il merito del ritorno al club dell'ormai quarantasettenne Matthews, 17 anni dopo il trasferimento al Blackpool. Fu proprio grazie a Matthews che il club raggiunse prima l'ottavo posto, e quindi l'anno successivo la promozione. Nel stagione 1963–1964, Waddington guidò la squadra a una posizione di metà classifica e alla finale della League Cup, persa contro il Leicester City. L'esperienza era una prerogativa fondamentale per Waddington: Dennis Viollet, Jackie Mudie, Roy Vernon, Maurice Setters e Jimmy McIlroy vennero tutti comprati nella fase finale delle loro carriere. Il 1965 è l'ultimo anno di attività per Matthews, che si ritira a 50 anni, dopo il match contro il Fulham, in cui siglò la sua 701ª presenza in campionato. Nel 1967 lo Stoke City compra per £52.000 Gordon Banks, il portiere della nazionale inglese che un anno prima aveva vinto i Mondiali. Nell'estate 1967 il club disputò il campionato nordamericano organizzato dalla United Soccer Association: accadde infatti che tale campionato fu disputato da formazioni europee e sudamericane per conto delle franchigie ufficialmente iscritte al campionato, che per ragioni di tempo non avevano potuto allestire le proprie squadre. Lo Stoke City rappresentò i Cleveland Stokers, e chiuse al secondo posto nella Eastern Division, con 5 vittorie, 4 pareggi e 3 sconfitte, non qualificandosi per la finale (vinta dai Los Angeles Wolves, rappresentati dai Wolverhampton Wanderers). Il primo importante trofeo della storia del club arriva nel 1972 con la League Cup conquistata a Wembley dinnanzi a oltre 97.000 spettatori, contro il Chelsea.
Nel 1976 la dirigenza ebbe da pagare un enorme prezzo per i danni della caduta del tetto della Butler Street Stand a seguito di una bufera, e questo comportò una grave crisi economica che costrinse il club a privarsi di ottimi giocatori come Alan Hudson, Mike Pejic e Jimmy Greenhoff. Nella stagione seguente, il club retrocede e si chiude l'era di Waddington, il quale lascia dopo 17 anni. Successivamente il club cambia 5 manager in 10 anni, e dopo aver raggiunto la promozione nella stagione 1978–1979 sotto la guida di Alan Durban, vive un'annata disastrosa nella stagione 1984–1985, quando sigla solo 17 punti, con sole 3 vittorie lungo tutto l'arco del campionato. Nella stagione 1989–1990 il club retrocede in Third Division e nell'anno seguente, lo Stoke City giunge in 15ª posizione, raggiungendo la posizione più bassa della sua storia nella Football League.
Nel 1992, con Lou Macari manager, poi sostituito da Joe Jordan, il club vince il Football League Trophy battendo lo Stockport County in finale, e raggiunge prima la Second Division e l'anno successivo la First Division. Dopo dodici mesi dalla sua partenza, Macari ritorna e guida il club al quarto posto nella stagione 1995–1996, tuttavia nella semifinale di playoff lo Stoke City fu sconfitto dal Leicester City. L'ultima partita da manager di Macari coincise con l'ultimo match giocato in campionato sul Victoria Ground.

### La proprietà islandese e l'ascesa con Pulis
Prima Chic Bates, poi Chris Kamara e quindi ancora Alan Durban (che torna dopo due decenni) guidano la squadra durante i primi anni nel nuovissimo Britannia Stadium. Proprio con Alan Durban, subentrato a Kamara nelle fasi finali della stagione, lo Stoke City retrocede nel 1998. Una significativa svolta per il club avvenne con l'acquisto della società da parte della Stoke Holding, consorzio islandese che rilevò il 66% delle azioni del club. Il manager scelto dalla nuova proprietà è l'islandese Guðjón Þórðarson, il primo manager straniero della storia dello Stoke City, che guiderà i Potters alla vittoria del Football League Trophy e alla promozione nella stagione 2001-02. Nella stagione successiva, lo Stoke City riesce a piazzarsi alla quinta posizione guadagnandosi l'opportunità di giocarsi i playoff per approdare in First Division. Dopo aver sconfitto il Cardiff City e quindi il Brentford in finale per 2-0, lo Stoke City raggiunge la promozione. Thordarson viene tuttavia esonerato dal proprietario Gunnar Gíslason pochi giorni dopo la promozione.
La stagione 2002-2003 inizia con Steve Cotterill, che è esonerato dopo quattro mesi e sostituito con Tony Pulis, che riuscirà a scongiurare la retrocessione grazie alla vittoria per 1-0 sul Reading all'ultima giornata. Alla fine della stagione 2004–2005 Tony Pulis viene licenziato e rimpiazzato dall'olandese Johan Boskamp. Il club decide di investire in modo copioso, acquistando numerosi giocatori dall'Europa. Quando Peter Coates rileva il club richiama alla guida dello Stoke City Pulis, che segnerà una delle ere più felici della storia del club.
Nella stagione 2007-2008 lo Stoke City raggiunge la seconda posizione in Championship e il diritto di giocare l'annata seguente in Premier League, cosa che non succedeva dalla stagione 1984–1985, quando i Potters retrocessero con un totale di 17 punti, primato negativo che rimase imbattuto per 21 stagioni.
La stagione di Premier League 2008-2009 si apre con una sconfitta contro il Bolton (3-1) che fa pensare ad un'annata in cui i Potters saranno dei seri candidati alla retrocessione, ma il Britannia Stadium in poco tempo diventa un'autentica fortezza, dove ogni genere di squadra è costretta a faticare tantissimo. La squadra di Pulis esordisce in casa con una vittoria (3-2) contro l'Aston Villa e a domicilio batte anche Tottenham, Arsenal, Sunderland e West Bromwich. Con la vittoria per 2-1 sul campo dell'Hull City lo Stoke City ottiene la salvezza, chiudendo il campionato con un ottimo 12º posto, con 45 punti.
Nel 2009-2010 i Potters ottengono un rispettabilissimo 11º posto con 47 punti e raggiungono i quarti di finale di Coppa d'Inghilterra per la prima volta dal 1971-1972, battendo York City, Arsenal e Manchester City, prima di perdere contro il Chelsea futuro vincitore del torneo.
Nel 2010-2011 Pulis conduce la squadra al 13º posto in campionato e alla finale di Coppa d'Inghilterra, risultato senza precedenti nella storia dello Stoke City. Dopo aver eliminato Cardiff City, Wolverhampton, Brighton e West Ham Utd, lo Stoke City batte per 5-0 il Bolton in semifinale (vittoria più larga in una semifinale di FA Cup dal dopoguerra), poi perde per 1-0 la contro il Manchester City, ma guadagna ugualmente la qualificazione in Europa League.
Nell'Europa League 2011-2012 la squadra supera l'Hajduk Spalato e il Thun nei preliminari e accede alla fase a gironi. Grazie al secondo posto nel gruppo con Beşiktaş, Dinamo Kiev e Maccabi Tel Aviv si qualifica per i sedicesimi di finale, dove è eliminato dal Valencia (2-0 il risultato aggregato). In Premier League la squadra, che annovera l'ex Liverpool Peter Crouch, si piazza al 14º posto.
La stagione 2012-2013 si chiude con il 13º posto. Il 21 maggio 2013 il club e il tecnico gallese Pulis decidono di comune accordo di porre fine alla loro collaborazione.

### La gestione Hughes e il ritorno in Championship
Il 30 maggio 2013 la panchina dei Potters passa a Mark Hughes, che firma un contratto triennale. Nel 2013-2014 lo Stoke City ottiene, con 54 punti, il 9º posto in campionato, miglior piazzamento dal 1974-1975. Il piazzamento è confermato nel 2014-2015 e, dopo gli ingaggi record per il club di Xherdan Shaqiri (pagato 12 milioni di sterline) e Giannelli Imbula (18,3 milioni di sterline), anche nel 2015-2016. Al termine dell'annata 2017-2018, contraddistinta da risultati altalenanti (soprattutto nel girone di ritorno) e da una cattiva gestione societaria, lo Stoke retrocede nella seconda serie inglese: a nulla serve la sostituzione di Hughes con Paul Lambert per risollevare le sorti di un'annata storta, nonostante diversi nomi importanti in rosa. La stagione successiva in Championship si rivela anonima, col club che, sotto la guida di Gary Rowett, termina al 16º posto concludendo il campionato con ben 22 pareggi in 46 partite. I piazzamenti al centro della classifica sono confermati nelle annate seguenti.

## Allenatori
Lo Stoke City può vantare un numero altissimo di allenatori a partire dal 1985: ben 17 allenatori diversi, succedutisi in 20 periodi.
In corsivo gli allenatori ad interim.
| Nome               | Dal  | Al   | Risultati | Risultati | Risultati | Risultati | Risultati |
| Nome               | Dal  | Al   | G         | V         | N         | P         | %         |
| ------------------ | ---- | ---- | --------- | --------- | --------- | --------- | --------- |
| Thomas Slaney      | 1874 | 1883 | 0         | 0         | 0         | 0         | —         |
| Walter Cox         | 1883 | 1884 | 1         | 0         | 0         | 1         | &0,00     |
| Harry Lockett      | 1884 | 1890 | 55        | 13        | 9         | 33        | 23,64     |
| Joseph Bradshaw    | 1890 | 1892 | 33        | 9         | 5         | 19        | 27,27     |
| Arthur Reeves      | 1892 | 1895 | 96        | 37        | 14        | 45        | 38,54     |
| Bill Rowley        | 1895 | 1897 | 66        | 29        | 4         | 33        | 43,94     |
| Horace Austerberry | 1897 | 1908 | 421       | 149       | 89        | 183       | 35,39     |
| Alfred Barker      | 1908 | 1914 | 256       | 130       | 35        | 91        | 50,78     |
| Peter Hodge        | 1914 | 1915 | 30        | 21        | 4         | 5         | 70,00     |
| Joe Schofield      | 1915 | 1919 | 0         | 0         | 0         | 0         | —         |
| Arthur Shallcross  | 1919 | 1923 | 171       | 59        | 43        | 69        | 34,50     |
| Jock Rutherford    | 1923 | 1923 | 11        | 2         | 3         | 6         | 18,18     |
| Tom Mather         | 1923 | 1935 | 523       | 222       | 122       | 179       | 42,45     |
| Bob McGrory        | 1935 | 1952 | 460       | 170       | 114       | 176       | 36,96     |
| Frank Taylor       | 1952 | 1960 | 362       | 146       | 79        | 137       | 40,33     |
| Tony Waddington    | 1960 | 1977 | 764       | 265       | 216       | 283       | 34,69     |
| George Eastham     | 1977 | 1978 | 37        | 9         | 12        | 16        | 24,32     |
| Alan A'Court       | 1978 | 1978 | 1         | 0         | 0         | 1         | &0,00     |
| Alan Durban        | 1978 | 1981 | 143       | 53        | 48        | 42        | 37,06     |
| Richie Barker      | 1981 | 1983 | 102       | 31        | 23        | 48        | 30,39     |
| Bill Asprey        | 1983 | 1985 | 64        | 14        | 15        | 35        | 21,88     |
| Tony Lacey         | 1985 | 1985 | 8         | 0         | 0         | 8         | &0,00     |
| Mick Mills         | 1985 | 1989 | 213       | 72        | 63        | 78        | 33,80     |
| Alan Ball          | 1989 | 1991 | 62        | 17        | 21        | 24        | 27,42     |
| Graham Paddon      | 1991 | 1991 | 18        | 6         | 3         | 9         | 33,33     |
| Lou Macari         | 1991 | 1993 | 138       | 69        | 38        | 31        | 50,00     |
| Joe Jordan         | 1993 | 1994 | 40        | 13        | 13        | 14        | 32,50     |
| Asa Hartford       | 1994 | 1994 | 4         | 3         | 0         | 1         | 75,00     |
| Lou Macari         | 1994 | 1997 | 151       | 55        | 47        | 49        | 36,42     |
| Chic Bates         | 1997 | 1998 | 33        | 11        | 9         | 13        | 33,33     |
| Chris Kamara       | 1998 | 1998 | 14        | 1         | 5         | 8         | &7,14     |
| Alan Durban        | 1998 | 1998 | 5         | 2         | 0         | 3         | 40,00     |
| Brian Little       | 1998 | 1999 | 52        | 23        | 7         | 22        | 44,23     |
| Gary Megson        | 1999 | 1999 | 22        | 9         | 7         | 6         | 40,91     |
| Guðjón Þórðarson   | 1999 | 2002 | 154       | 77        | 39        | 38        | 50,00     |
| Steve Cotterill    | 2002 | 2002 | 13        | 3         | 5         | 5         | 23,08     |
| Dave Kevan         | 2002 | 2002 | 4         | 0         | 0         | 4         | &0,00     |
| Tony Pulis         | 2002 | 2005 | 131       | 47        | 32        | 52        | 35,88     |
| Johan Boskamp      | 2005 | 2006 | 51        | 18        | 10        | 23        | 35,29     |
| Tony Pulis         | 2006 | 2013 | 333       | 122       | 98        | 113       | 36,64     |
| Mark Hughes        | 2013 | 2018 | 200       | 71        | 48        | 81        | 35,50     |
| Eddie Niedzwiecki  | 2018 | 2018 | 1         | 0         | 0         | 1         | &0,00     |
| Paul Lambert       | 2018 | 2018 | 15        | 2         | 7         | 6         | 13,33     |
| Gary Rowett        | 2018 | 2019 | 29        | 9         | 12        | 8         | 31,03     |
| Nathan Jones       | 2019 | 2019 | 38        | 6         | 15        | 17        | 15,79     |
| Rory Delap         | 2019 | 2019 | 1         | 0         | 0         | 1         | &0,00     |
| Michael O'Neill    | 2019 | 2022 | 125       | 49        | 30        | 46        | 39,20     |

## Palmarès

### Competizioni internazionali
- Uhrencup: 1

2017

### Competizioni nazionali
- Coppa di Lega inglese: 1

1971-1972
- Campionato inglese di seconda divisione: 2

1932-1933, 1962-1963
- Third Division: 2

1926-1927, 1992-1993
- Football League Trophy: 2

1991-1992, 1999-2000
- Football Alliance: 1

1890-1891

### Competizioni regionali
- Birmingham & District League: 1

1911
- Southern League Division Two: 2

1910, 1915
- Watney Cup: 1

1973
- Isle Of Man Trophy: 3

1988, 1992, 1993
- Bass Charity Vase: 1

1980, 1991, 1992, 1995, 1998

## Statistiche e record
A dispetto dei pochi successi ottenuti nonostante la lunga permanenza nelle serie maggiori, lo Stoke negli anni ha avuto tra le sue file giocatori famosissimi, tra cui Sir Stanley Matthews, che giocò nel club dalle giovanili fino al ritiro, avvenuto a 50 anni.

### Squadra

#### Campionati
Alla stagione 2025-2026 lo Stoke City ha ottenuto le seguenti partecipazioni ai campionati nazionali inglesi:
| Livello | Categoria       | Partecipazioni | Debutto   | Ultima stagione | Totale |
| ------- | --------------- | -------------- | --------- | --------------- | ------ |
| 1º      | First Division  | 52             | 1888-1889 | 1984-1985       | 62     |
| 1º      | Premier League  | 10             | 2008-2009 | 2017-2018       | 62     |
| 2º      | Second Division | 30             | 1907-1908 | 1989-1990       | 49     |
| 2º      | First Division  | 7              | 1993-1994 | 2003-2004       | 49     |
| 2º      | Championship    | 12             | 2004-2005 | 2025-2026       | 49     |
| 3º      | Third Division  | 3              | 1926-1927 | 1991-1992       | 8      |
| 3º      | Second Division | 5              | 1992-1993 | 2001-2002       | 8      |

- Miglior piazzamento al termine della stagione: quarto in First Division (all'epoca prima divisione), 1947
- Massima vittoria in campionato: 10-3 contro il West Bromwich Albion, 1937
- Peggior sconfitta in campionato: 0-10 contro il Preston North End, 1889
- Cifra più alta mai pagata per un giocatore: 5.500.000 £ per Dave Kitson
- Cifra più alta mai ricevuta per un giocatore: 2.500.000 £ per Mike Sheron, comprato dai Queens Park Rangers, 1997

#### Competizioni internazionali
Tabella aggiornata alla stagione 2022-2023
| Competizione | Trofeo | Debutto   | Ultima stagione | Miglior risultato | Partecipazioni | G  | V | N | P | RF | RS |
| ------------ | ------ | --------- | --------------- | ----------------- | -------------- | -- | - | - | - | -- | -- |
| Coppa UEFA   |        | 1972-1973 | 1974-1975       | Primo Turno       | 2              | 14 | 7 | 4 | 3 | 18 | 11 |

#### Individuali
- Giocatore con più presenze: Eric Skeels, 575 presenze
- Miglior realizzatore di sempre: John Ritchie, 171 gol tra campionato e coppe
- Giocatore con più presenze in nazionale: Gordon Banks, 73 presenze in nazionale inglese
- Giocatore con più gol segnati in una singola partita: Neville Coleman (7, in Stoke-Lincoln City 8-0 del 23 febbraio 1957[3])

#### Spettatori
- Victoria Ground: 51.380, contro l'Arsenal, 29 marzo 1937
- Victoria Ground: circa 52.000 nel Centenary Game contro il Real Madrid, nel 1963
- Britannia Stadium: 28.218, contro l'Everton, 5 gennaio 2002

## Organico

### Rosa 2024-2025
Aggiornata al 24 gennaio 2025.
| N. |                             | Ruolo | Calciatore       |
| -- | --------------------------- | ----- | ---------------- |
| 1  | Svezia (bandiera)           | P     | Viktor Johansson |
| 2  | Stati Uniti (bandiera)      | C     | Lynden Gooch     |
| 3  | Irlanda (bandiera)          | D     | Enda Stevens     |
| 4  | Inghilterra (bandiera)      | C     | Ben Pearson      |
| 5  | Scozia (bandiera)           | D     | Michael Rose     |
| 6  | Paesi Bassi (bandiera)      | C     | Wouter Burger    |
| 7  | Portogallo (bandiera)       | C     | André Vidigal    |
| 10 | Corea del Sud (bandiera)    | C     | Bae Jun-ho       |
| 11 | Galles (bandiera)           | A     | Lewis Koumas     |
| 12 | Giappone (bandiera)         | C     | Tatsuki Seko     |
| 13 | Irlanda (bandiera)          | P     | Jack Bonham      |
| 14 | Inghilterra (bandiera)      | A     | Niall Ennis      |
| 15 | Irlanda del Nord (bandiera) | C     | Jordan Thompson  |
| 16 | Inghilterra (bandiera)      | D     | Ben Wilmot       |

| N. |                        | Ruolo | Calciatore       |
| -- | ---------------------- | ----- | ---------------- |
| 17 | Francia (bandiera)     | D     | Eric Bocat       |
| 18 | Irlanda (bandiera)     | D     | Bosun Lawal      |
| 20 | Inghilterra (bandiera) | A     | Sam Gallagher    |
| 22 | Camerun (bandiera)     | D     | Junior Tchamadeu |
| 23 | Inghilterra (bandiera) | D     | Ben Gibson       |
| 24 | Irlanda (bandiera)     | C     | Andrew Moran     |
| 26 | Inghilterra (bandiera) | D     | Ashley Phillips  |
| 30 | Inghilterra (bandiera) | C     | Sol Sidibe       |
| 34 | Inghilterra (bandiera) | P     | Frank Fielding   |
| 37 | Inghilterra (bandiera) | A     | Emre Tezgel      |
| 41 | Inghilterra (bandiera) | D     | Jaden Dixon      |
| 42 | Paesi Bassi (bandiera) | A     | Million Manhoef  |
|    | Iraq (bandiera)        | A     | Ali Al-Hamadi    |